# Кубок націй ОФК 2000
Кубок націй ОФК 2000 — п'ятий розіграш Кубка націй ОФК. Він проходив з 19 по 28 червня 2000 року в Папеете, Таїті. Перемогу втретє в своїй історії здобула збірна збірна Австралії, яка в фіналі обіграла новозеландців 2:0.

## Відбірковий турнір
Австралія і  Нова Зеландія отримали путівки у фінальний турнір автоматично.

### Кубок Меланезії
Соломонові Острови і  Вануату отримали путівки у фінальний турнір.

### Кубок Полінезії
Острови Кука і  Таїті отримали путівки у фінальний турнір.

## Груповий етап

### Група A
| Збірна             | І | В | Н | П | ГЗ | ГП | РГ  | О |
| ------------------ | - | - | - | - | -- | -- | --- | - |
| Австралія          | 2 | 2 | 0 | 0 | 23 | 0  | +23 | 6 |
| Соломонові Острови | 2 | 1 | 0 | 1 | 5  | 7  | -2  | 3 |
| Острови Кука       | 2 | 0 | 0 | 2 | 1  | 22 | -21 | 0 |

| 19 червня 2000 |

| Австралія | 17–0     | Острови Кука |
| --- | -------- | ------------ |
| Агостіно 18', 68' Мускат 21', 45' (пен.) Тіатто 24' Фостер 30', 42', 51', 80' Здріліч 35', 65' Лазарідіс 55' Попович 60' Коріка 70' Зейн 82', 87', 89' | Протокол |              |

| «Стад Патер» Глядачів: 1,000 Арбітр: Ронан Люстік (Таїті) |

| 21 червня 2000 |

| Соломонові Острови                                    | 5–1      | Острови Кука |
| ----------------------------------------------------- | -------- | ------------ |
| Сурі 33' Менапі 47' Самані 63' Омокіріо 74' Котто 88' | Протокол | Шеперд 55'   |

| «Стад Патер» Глядачів: 1,000 Арбітр: Гаррі Аттісон (Вануату) |

| 23 червня 2000 |

| Австралія                                                                     | 6–0      | Соломонові Острови |
| ----------------------------------------------------------------------------- | -------- | ------------------ |
| Чіпперфілд 6' Зейн 13', 35' Омокіріо 36' (а.г.) Мускат 39' (пен.) Кардосо 43' | Протокол |                    |

| «Стад Патер» Глядачів: 300 Арбітр: Джоакім Сосонган (Папуа Нова Гвінея) |

### Група B
| Збірна        | І | В | Н | П | ГЗ | ГП | РГ | О |
| ------------- | - | - | - | - | -- | -- | -- | - |
| Нова Зеландія | 2 | 2 | 0 | 0 | 5  | 1  | +4 | 6 |
| Вануату       | 2 | 1 | 0 | 1 | 4  | 5  | -1 | 3 |
| Таїті         | 2 | 0 | 0 | 2 | 2  | 5  | -3 | 0 |

| 19 червня 2000 |

| Нова Зеландія           | 2 – 0 | Таїті |
| ----------------------- | ----- | ----- |
| Букенуге 27' Джексон 78 |       |       |

| «Стад Патер», Таїті Глядачів: 1000 Арбітр: Едді Ленні (Австралія) |

| 21 червня 2000 |

| Нова Зеландія            | 3 – 1 | Вануату  |
| ------------------------ | ----- | -------- |
| Кіллен 47', 84' Перрі 56 |       | Іваї 14' |

| «Стад Патер», Таїті Арбітр: Едді Ленні (Австралія) |

| 22 червня 2000 |

| Вануату                   | 3 – 2 | Таїті                  |
| ------------------------- | ----- | ---------------------- |
| Бен 49' Іваї 60' Тура 77' |       | Руссо 2' pen Амару 87' |

| «Стад Патер», Таїті Глядачів: 500 Арбітр: Едді Ленні (Австралія) |

## Плей-оф
|  | Півфінали                | Півфінали                |   |                          | Фінал                    | Фінал |  |
|  |                          |                          |   |                          |                          |       |  |
|  | 25 червня 2000 — Папеете |                          |   |                          |                          |       |  |
|  | Австралія                | 1                        |   |                          |                          |       |  |
|  | Вануату                  | 0                        |   |                          |                          |       |  |
|  |                          |                          |   |                          |                          |       |  |
|  |                          |                          |   |                          | 28 червня 2000 — Папеете |       |  |
|  |                          |                          |   |                          | Австралія                | 2     |  |
|  |                          | Нова Зеландія            | 0 |                          |                          |       |  |
|  |                          |                          |   |                          |                          |       |  |
|  |                          |                          |   |                          |                          |       |  |
|  |                          |                          |   |                          | Матч за третє місце      |       |  |
|  | 25 червня 2000 — Папеете | 25 червня 2000 — Папеете |   | 28 червня 2000 — Папеете | 28 червня 2000 — Папеете |       |  |
|  | Нова Зеландія            | 2                        |   | Соломонові Острови       | 2                        |       |  |
|  | Соломонові Острови       | 0                        |   |                          | Вануату                  | 1     |  |

### Півфінали
| 25 червня 2000 |

| Австралія        | 1 – 0 | Вануату |
| ---------------- | ----- | ------- |
| Мускат 5' (пен.) |       |         |

| «Стад Патер», Таїті Глядачів: 300 Арбітр: Браян Прешес (Нова Зеландія) |

| 25 червня 2000 |

| Нова Зеландія   | 2 – 0 | Соломонові Острови |
| --------------- | ----- | ------------------ |
| Елліотт 51' 55' |       |                    |

| «Стад Патер», Таїті Глядачів: 500 Арбітр: Едді Ленні (Австралія) |

### Матч за 3-тє місце
| 28 червня 2000 |

| Соломонові Острови             | 2 – 1 | Вануату  |
| ------------------------------ | ----- | -------- |
| Менапі 53' Омокіріо 69' (пен.) |       | Бібі 35' |

| «Стад Патер», Таїті Глядачів: 300 Арбітр: Ронан Люстік (Таїті) |

### Фінал
| 28 червня 2000 |

| Австралія            | 2 – 0 | Нова Зеландія |
| -------------------- | ----- | ------------- |
| Мерфі 40' Фостер 66' |       |               |

| «Стад Патер», Таїті Глядачів: 300 Арбітр: Гаррі Аттісон (Вануату) |

## Результати

### Чемпіони
| Переможець Кубка націй ОФК 2000 |
| ------------------------------- |
| Австралія 3-ій титул            |

## Найкращі бомбардири
5 голів
- Клейтон Зейн
- Крейг Фостер

4 голи
- Кевін Мускат

2 голи
- Девід Здріліч
- Пол Агостіно
- Кріс Кіллен
- Саймон Елліотт
- Коммінс Менапі
- Гідеон Омокіріо
- Річард Іваї